# Т11 (супутник)
T11, раніше відомий як DirecTV-11, є супутником Boeing моделі 702, побудованим Центром розробки супутників Boeing. Його нинішня назва була прийнята в 2017 році

## Технології
Цей супутник функціонально ідентичний T10 і розташований спільно з SPACEWAY-2 на рівні 99,225° з.д.

## Дані про запуск
Спочатку T11 був запланований до Sea Launch в листопаді 2007 року. Після невдалого запуску на «Морському старті», який призвів до пошкодження об'єкта, очікувана дата запуску була змінена на 19 березня 2008 року Запуск відбувся о 22:47:59 UTC 19 березня 2008 року, а космічний корабель відокремився від ракети-носія через 61 хвилину після успішного сходження.

## Тестування
Boeing передав супутник T11 DirecTV у понеділок, 21 липня 2008 року, згідно з пресрелізом на сайті Boeing. Це означає, що супутник «припаркований» у своєму кінцевому місці 99,225ºW або дуже близько до нього. Клієнти з приймачами високої чіткості або цифровими відеореєстраторами високої чіткості можуть переглядати нові дані супутників у меню «Потужність супутника» на своєму приймачі. T11 відображатиметься як 99(a) або 99(b) для приймачів високої чіткості та 99(c) і 99(s) для відеореєстраторів високої чіткості.

## Трансляція клієнтам
T11 почав транслювати канали високої чіткості для клієнтів 31 липня 2008 року. Ці перші канали були аналогами MPEG-4 старіших каналів MPEG-2 DirecTV, які спочатку передавалися в діапазоні каналів 70-79, а також чотирьох каналів віддаленої мережі східного узбережжя. З моменту першого випуску каналів у липні DirecTV додав до T11 ще понад 40 HD-каналів. Ці канали включали перетворення деяких неповних регіональних спортивних мереж на постійні HD-канали, а також нові національні HD-канали, як-от ABC Family і Comedy Central, деякі преміальні канали та HD-канали з оплатою за перегляд. Зараз T11 транслює понад 50 HD-каналів, а загальна кількість HD-каналів DirecTV перевищує 130.